# Aragorn (Band)
Aragorn war eine englische New-Wave-of-British-Heavy-Metal-Band aus Macclesfield, die 1978 gegründet wurde und sich 1983 auflöste.

## Geschichte
Die Band wurde im August 1978 gegründet und bestand aus dem Gitarristen Jon Hull, dem Sänger Chris Dunne, dem Schlagzeuger Chris Dadson und dem Bassisten Dale Lee. In den folgenden zwei Jahren konnte die Gruppe kaum Aufmerksamkeit erreichen. Der Bandname ist einer Figur aus Tolkiens Welt entliehen. Ende 1979 verließen Lee und Dadson die Band. Im April 1980 kam Mike Ellis als neuer Schlagzeuger zur Besetzung. Daraufhin erreichte die Gruppe einen Vertrag bei Neat Records, wobei sie eine der ersten Künstler waren, die von diesem Label unter Vertrag genommen wurden. Anschließend wurde die Single Black Ice aufgenommen, mit dem Song Noonday als B-Seite. Die Demoaufnahmen hierzu fanden am 25. September 1980 in den Smile Studios in Manchester statt, die Aufnahmen zur eigentlichen Single am 24. November 1980 in den Impulse Studios in Wallsend. Da zu diesem Zeitpunkt noch kein passender Bassist gefunden war, ist bei der Aufnahme zur Single Dale Lee nochmal als Gastbassist vertreten. Noonday war ein paar Monate später auch auf dem Neat-Records-Sampler Lead Weight zu hören. Kurz danach kam mit Chris White ein neuer Bassist zur Besetzung. Zu dieser Zeit spielte die Gruppe Auftritte unter anderem zusammen mit Iron Maiden, Raven, White Spirit, Angel Witch, Lionheart, Saxon, Trust und Spider. Im April 1981 wurde mit Andy Halliwell ein zweiter Gitarrist hinzugefügt, ehe mit Hungry for Your Love Material für eine zweite Single aufgenommen wurde, die jedoch nicht offiziell erschien. Aufgrund der instabilen Besetzung erschienen weitere Veröffentlichungen für die Band allerdings nicht sinnvoll. Im September 1981 war die Besetzung auf ein Trio bestehend aus Hull, White und Dunne zusammengeschrumpft, während sie nach einem passenden Bassisten suchten. Musiker namens Lionel Murz, Tony Backhouse und Graham Timson übernahmen dabei kurzzeitig diesen Posten. Im April 1982 schien die Gruppe mit Nigel Stollof einen passenden permanenten Bassisten gefunden zu haben. Im Mai 1982 begann die Gruppe mit den Proben für ein Album, die sie im Oktober fortsetzte. Im selben Monat nahm sie außerdem ein Demo auf. Die eigentlichen Albumaufnahmen begannen am 6. November, ehe sie am 30. Januar 1983 beendet wurden. Aufgrund finanzieller Probleme und der fehlenden Unterstützung eines Labels erschien das Album jedoch nicht. Stattdessen löste sich die Band im Juli 1983 auf. Ihren letzten Auftritte hatte die Gruppe am 30. April 1983 abgehalten.
Mike Ellis trat daraufhin kurzzeitig A II Z bei, um dort Simon Wright zu ersetzen. Hull spielte in der Band Touched, Halliwell trat Tröjan bei und Dadson war bei Chateaux zu hören. Hull arbeitete zudem als Toningenieur. Jahre später las Ellis eine Ausgabe des Magazins Classic Rock, in der eine Anzeige mit den neuesten Veröffentlichungen Sanctuary Records enthalten war. Unter den neuesten CDs war der Neat-Records-Sampler The Flame Burns On enthalten, auf dem unter anderem Black Ice zu hören ist. Ellis recherchierte daraufhin, ob das Interesse an der Band noch besteht. Daraufhin stieß er auf eine Website von Phil Lentz aus den USA, die die Aufnahmen zur zweiten Single enthielt. Da Ellis selbst eine Kopie hiervon nie besessen hatte, kontaktierte er Lentz, der ihm eine Kopie zukommen ließ. Im Gegenzug sandte Ellis ihm eine Kopie des unveröffentlichten Albums sowie alte Demo- und Probeaufnahmen. Lentz befand daraufhin, dass die Aufnahmen noch für viele Fans interessant sein könnten. Im Jahr 2003 erschien daraufhin über Neat Records die Kompilation Noonday – The Aragorn Anthology. Diese enthält die drei Lieder, die für die Single Hungry for Your Love gedacht waren, das bisher unveröffentlichte Album sowie zwei Demos aus dem Jahr 1980 bzw. 1982. Auf dem Tonträger ist unter anderem auch eine Version von Golden Earrings Radar Love enthalten.

## Stil
Laut Malc Macmillan in The N.W.O.B.H.M. Encyclopedia ist auf der Single Musik der New Wave of British Heavy Metal im mittleren Geschwindigkeitsbereich zu hören vergleichbar mit Sacred Alien oder Traxx, allerdings weniger technisch anspruchsvoll oder kreativ. The International Encyclopedia of Hard Rock and Heavy Metal beschreibt die Musik als einfachen Heavy Metal. Eduardo Rivadavia von Allmusic empfand, dass die Single eine der besten einmaligen der New Wave of British Heavy Metal ist und sei durch den rohen, lebendigen Klang ein gutes Beispiel für die Do-it-yourself-Philosophie der NWoBHM.

## Diskografie
- 1980: Single Demo (Demo, Eigenveröffentlichung)
- 1981: Hungry for Your Love (Demo, Eigenveröffentlichung)
- 1981: Black Ice (Single, Neat Records)
- 1982: Demo III (Demo, Eigenveröffentlichung)
- 2003: Noonday – The Aragorn Anthology (Kompilation, Neat Records)
- 2012: Night Is Burning (Demo, Eigenveröffentlichung)